# Flach (sous-marin)
Pour les articles homonymes, voir Flach.
Le Flach a été le premier sous-marin conçu et construit au Chili en 1866. Il a été perdu lors d’un essai la même année et on pense qu’il se trouve toujours sur le fond marin dans la baie de Valparaíso.

## Historique
Le Flach a été construit en 1866 à la demande du président chilien José Joaquín Pérez, par Karl Flach, un immigrant et ingénieur allemand. C’était le cinquième sous-marin construit dans le monde et, avec un deuxième sous-marin, il était destiné à défendre la flotte de guerre dans le port de Valparaíso contre les attaques de la marine espagnole pendant la guerre hispano-sud-américaine. Le deuxième prototype, baptisé « Invisible » et construit par Gustav Heyermann, a coulé au fond lors de sa première tentative.

## Conception
Karl Flach a conçu un sous-marin entièrement fait d’acier, qui pouvait accueillir un équipage de onze personnes. Il faisait 12,5 mètres de long, avait 2,5 mètres de diamètre et atteignait une vitesse de trois nœuds. Ce sous-marin n’était que le cinquième au monde à faire une plongée réussie. Le sous-marin était propulsé par la force musculaire, avec une manivelle, et il possédait deux canons. Le canon le plus grand était installé à la proue et un plus petit était monté dans le kiosque. Visuellement, ça rappelait une bouillotte gonflée.

## Perte

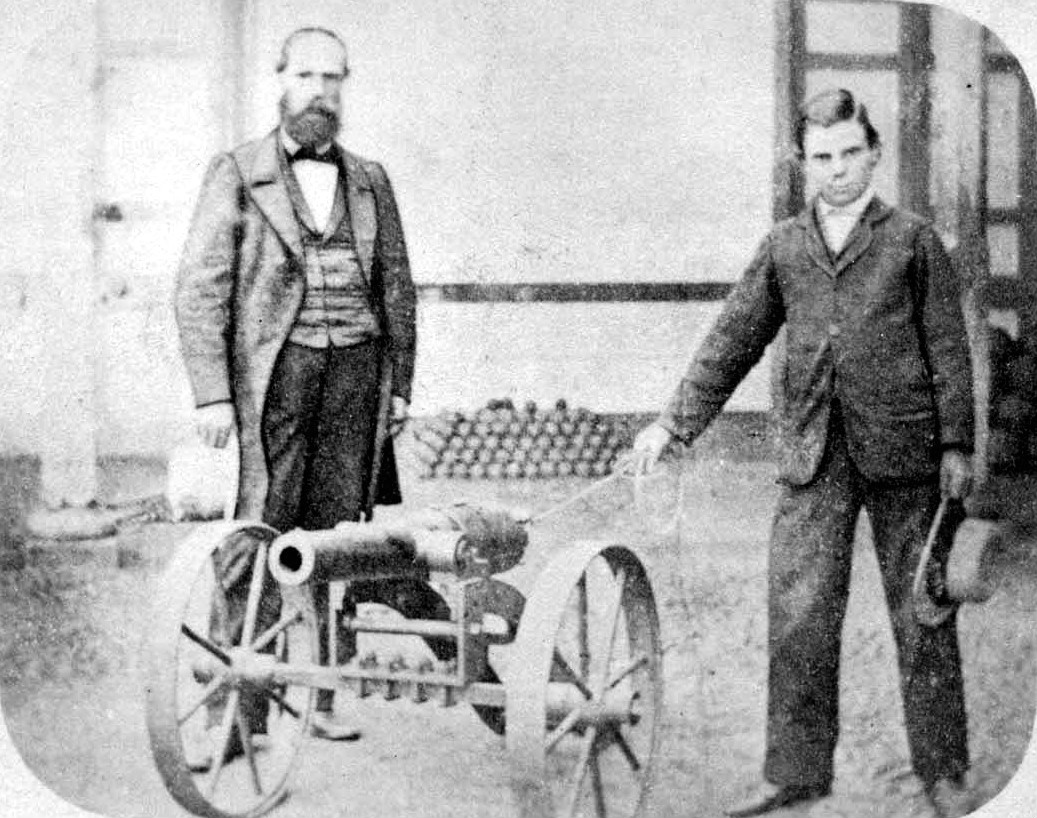
Karl Flach avec son fils Enrique

Les premiers essais dans la baie de Valparaíso ont été couronnés de succès. Le 3 mai 1866, un nouvel essai de plongée est effectué. Au cours de l’essai, le sous-marin a coulé pour des raisons inconnues. On pense qu’il se trouve sur le fond, à une profondeur d’environ 50 mètres, dans la baie de Valparaíso. À son bord se trouvaient le constructeur Karl Flach, son fils Enrique, âgé de 14 ans, et un équipage de neuf personnes (deux Chiliens, deux Français et cinq autres Allemands) qui n’ont pu se sauver. Le Flach a été localisé deux jours après le naufrage par la frégate anglaise Leander, et un plongeur nommé John Wallace a pu voir l’épave, mais comme la proue du navire était enfoncée profondément dans le fond vaseux, aucune tentative n’a été faite pour le récupérer.

## Essai de récupération
Le cinéaste chilien Juan Enrique Benítez a découvert le deuxième sous-marin construit en Amérique latine et a lancé un projet de récupération du sous-marin. Il est soutenu par la marine chilienne avec des plongeurs marins et des universitaires de Santiago du Chili de l’Universidad Internacional SEK. Avec l’aide d’un sonar à balayage latéral, ils ont jusqu’ici délimité une zone de 2,5 km2.
Il a été signalé au journal El Mercurio de Valparaíso que le 25 avril 2007 des plongeurs auraient retrouvé le sous-marin devant le port de Valparaíso. Toutefois, cela ne pourra être confirmé avec certitude qu’après que l’épave ait été dégagée des sédiments, à 41 mètres de profondeur. La marine chilienne a l’intention de le renflouer après l’avoir trouvé, même s’il n’y a pas encore unanimité sur ce qu’il convient de faire avec les restes des onze corps que l’on pense être à l’intérieur.